# 큰코르디예라땃쥐쥐
큰코르디예라땃쥐쥐(Archboldomys maximus)는 쥐과에 속하는 설치류의 일종이다. 필리핀 루손섬의 토착종이다.

## 특징
작은 설치류로 머리부터 몸까지 몸길이는 102~124mm, 꼬리 길이는 90~108mm, 발 길이는 29~33mm이다. 귀 길이는 18~21mm, 몸무게는 최대 55g이다. 털은 특히 등 쪽이 길고 굵다.

## 생태
육상성 동물이며, 주로 주행성 생활을 한다. 먹이는 주로 지렁이 등이다. 연중 생식을 한다.

## 분포 및 서식지
루손섬 중부와 북부 산악 지대의 아무야오 산에서만 알려져 있다. 해발 고도 1885~2690mm의 성숙림과 이끼 숲에서 서식한다.

## 보전 상태
최근에 발견되어 보존 등급이 아직 없다.